# Marie Louise av Gonzaga-Nevers
Marie Louise av Gonzaga-Nevers och Mantua eller Lovisa Maria Gonzaga, i Polen kallad Ludwika Maria Gonzaga, född 18 augusti i Paris 1611, död 10 maj 1667 i Warszawa, var en polsk drottning. Hon var dotter till hertig Karl av Gonzaga-Nevers och Katarina av Lothringen. 

## Biografi
Marie Louise uppfostrades i Frankrike och blev tidigt införd i Hotel de Rambouillets krets. 
Det franska hovet hade tidigt planer på att gifta henne med kung Vladislav IV Vasa av Polen och därigenom stadga det franska inflytandet i detta land; giftermålet kom också till stånd, sedan Vladislavs första gemål, Cecilia Renata av Österrike, avlidit 1644. Åtföljd av en stor fransk hovstat, kom Marie Louise till Polen 1646  och började tidigt nog att politisera och intrigera i Frankrikes intresse. 
Efter Vladislavs död 1648 förmäldes hon (efter påvlig dispens) med dennes bror och efterträdare Johan II Kasimir Vasa 1649 och kom att spela en framträdande roll under dennes oroliga regering. Under kriget mot svenskarna gav hon prov på både energi och offervillighet, men hennes intressen samlade sig redan före fredsslutet kring planen att, efter anvisning från Paris, få en fransk prins (hertigen av Enghien) vald till polsk tronföljare. 
Genom en vittutgrenad korruption hade hon skapat ett fransksinnat hovparti, som i denna fråga gick hennes ärenden; hon förfogade utan skrupler över rikets högsta ämbeten för sina syftens vinnande. Planen strandade på motståndet från ett antifranskt, "konstitutionellt" parti under Jerzy Lubomirskis ledning, men först efter ett långvarigt inbördeskrig. 
Hon har i Polen länge firats såsom lika from i levernet som klarsynt och energisk i sin politiska gärning. En senare tids historieskrivning har framhållit hennes äregirighet och styrka i intrigen, men fördömer starkt hennes samvetslösa, i ett främmande lands tjänst ställda korruptionsmetoder. Hon spelade en verksam roll i Karl X Gustavs polska krig.